# La Maddalena (isola)
L'isola di La Maddalena (o isola Maddalena o isola della Maddalena; in corso e gallurese: Madalena) è l'isola principale dell'arcipelago omonimo. Su di essa sorge l'omonimo comune di La Maddalena.

## Geografia

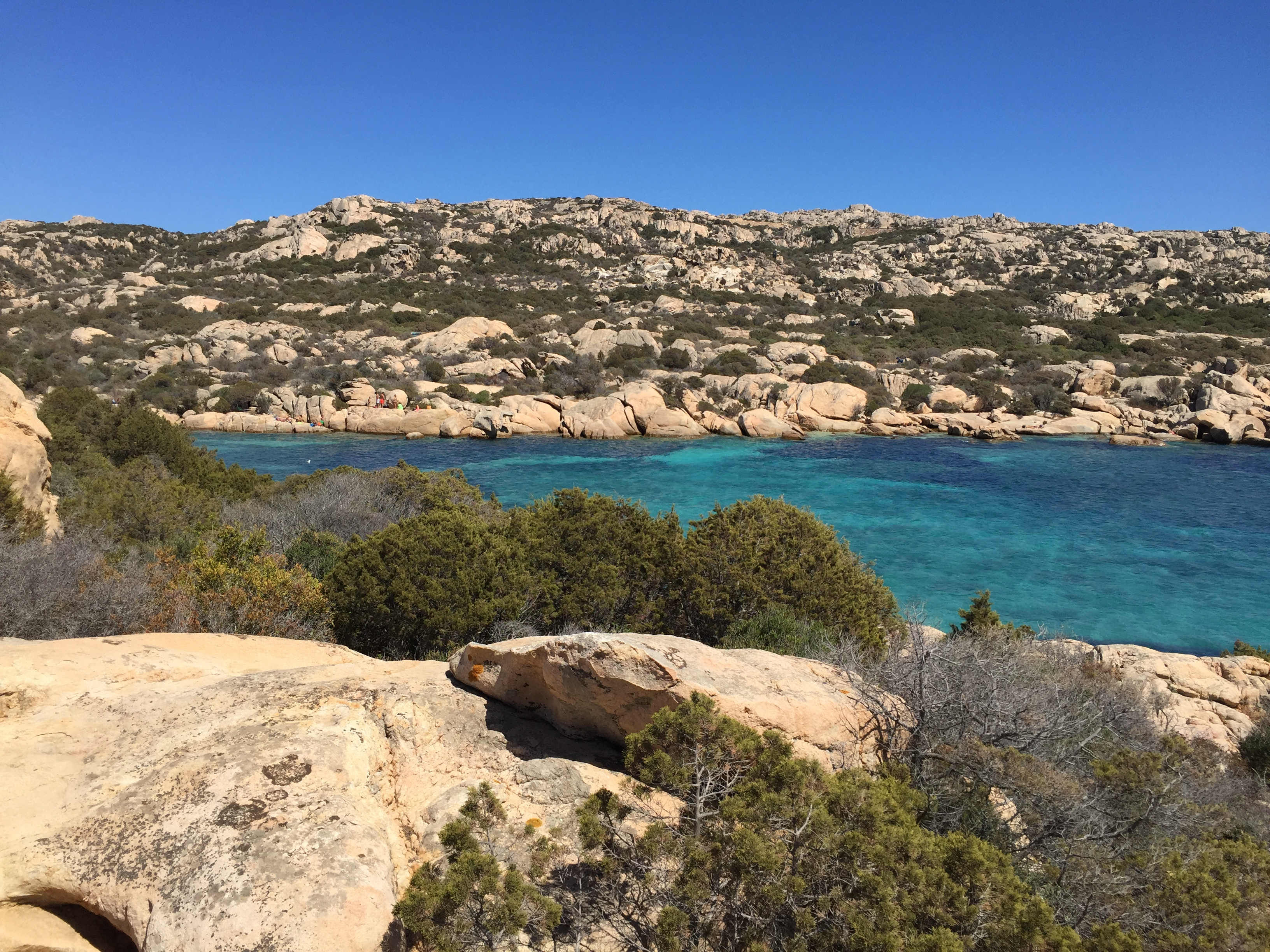
Insenatura a Cala Francese.

L'isola, posta di fronte alla costa nord orientale della Sardegna, ha una superficie di 20,1 km² ed è l'unica abitata dell'arcipelago di La Maddalena. Il punto più alto dell'isola è raggiunto dalla Guardia Vecchia, una collina interna che si eleva per 146 m s.l.m. L'isola è formata prevalentemente da roccia granitica, le coste che si estendono per circa 45 km sono quindi frastagliate e rocciose e l'interno è caratterizzato da alcuni colli di modeste dimensioni. Data la natura delle coste sono presenti molte piccole cale, tra queste vi sono:
- Cala dello Spalmatore, posta a nord del Museo navale e ricca di formazioni granitiche;
- Cala di Abbatoggia, situata a nord formata da sogliere granitiche e piccoli tratti sabbiosi conserva ancora un ambiente incontaminato;
- Cala di Giardinelli, adiacente all'isolotto Giardinelli, situata sul lato orientale dell’isola in vista di Caprera, ricca di spettacolari formazioni granitiche.
- Baia Trinita, dove si trova la spiaggia denominata Bassa Trinita, è situata a nord-ovest dell'isola.
- Cala Francese, dove si trovano le vecchie cave di granito, situata a ovest dell'isola.

Il terreno dell’isola è poco adatto alle coltivazioni ed è per lo più ricoperto da macchia mediterranea; è ricco di fauna mediterranea tra cui il gabbiano corso e anche il fondale marino è riccamente popolato.

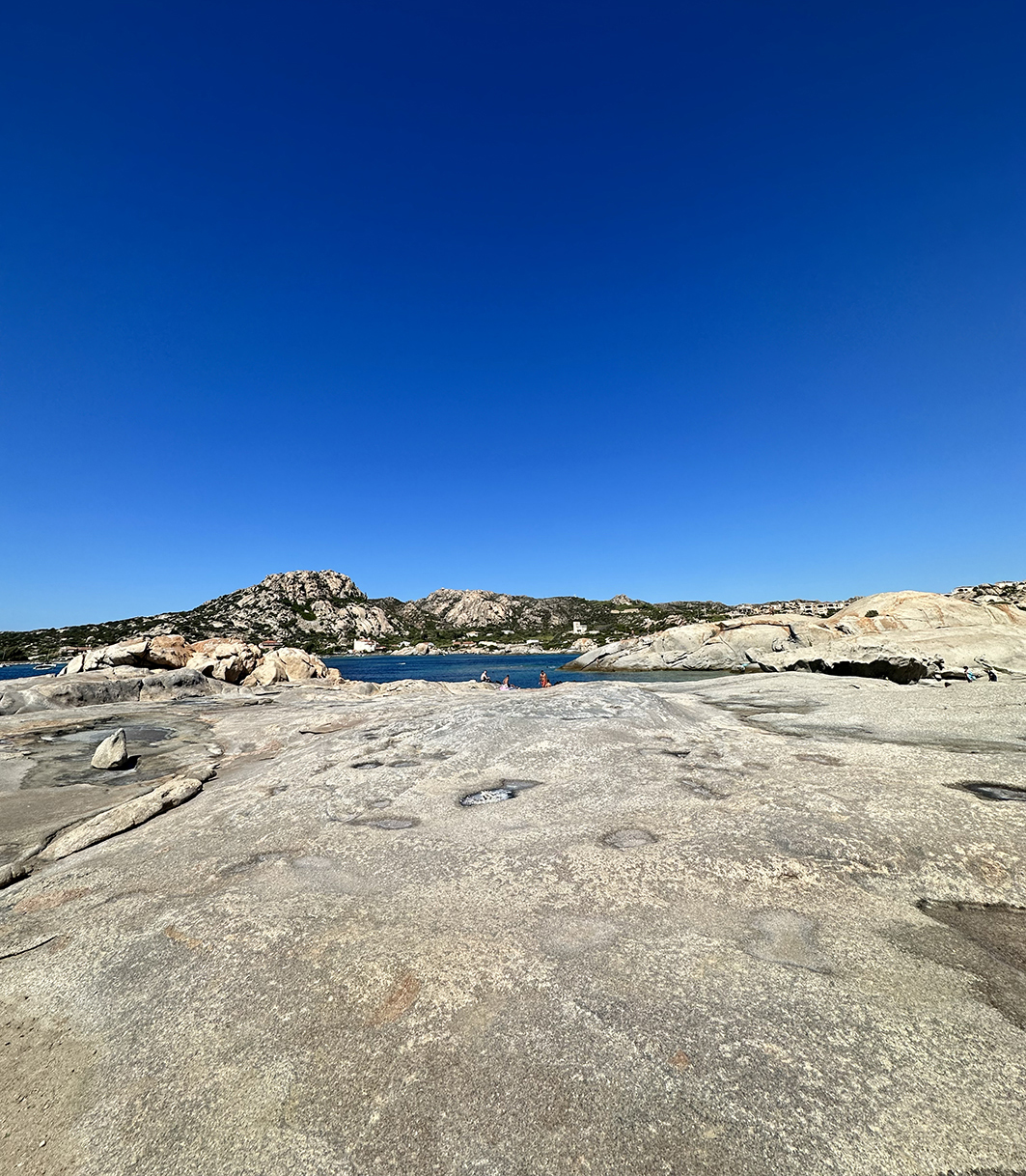
La scogliera di granito di Punta Tegge

## Storia
L'isola di La Maddalena è stata frequentata dall'uomo fin dal neolitico: intorno alla zona di Spalmatore vi sono stati ritrovamenti nei tafoni.
A seguito della caduta dell'Impero romano d'Occidente l'arcipelago di La Maddalena venne abbandonato dall'uomo fino al XVII secolo, quando vi si stabilirono pastori còrsi provenienti dall'Alta Rocca.
Il nucleo urbano principale, La Maddalena, risale alla fine del settecento.
Sull'isola nel 1895 fu realizzato un arsenale marittimo per la Regia Marina, anche strategica base navale militare, chiuso nel 1998, che è stato ristrutturato per la riunione G8 del 2009.
Se in passato, per quasi due secoli, l'economia maddalenina si è basata soprattutto sullo sfruttamento delle cave di granito (come quella di Cala Francese), sulla pesca e sulle attività della marina militare, negli ultimi decenni si è sviluppato maggiormente il turismo balneare e naturalistico, grazie alle suggestive spiagge e al mare cristallino che circonda l'arcipelago.
La Maddalena e l'intero arcipelago sono compresi dal 1994 all'interno del Parco Nazionale dell'Arcipelago di La Maddalena, un'area protetta marina e terrestre di interesse nazionale e comunitario. Il parco nazionale è parte integrante della Riserva naturale delle Bocche di Bonifacio, con cui andrà a costituire il Parco internazionale delle Bocche di Bonifacio.
Dalla sua costituzione nel 2001, l'isola maddalenina, con il sito delle cave di granito di Cala Francese, è parte del Parco geominerario storico ed ambientale della Sardegna (Area 4 - Argentiera, Nurra, Gallura), di cui l'UNESCO espresse l'elevato valore della cultura mineraria dell'isola con la sottoscrizione, avvenuta il 30 settembre 1998, della Carta di Cagliari.

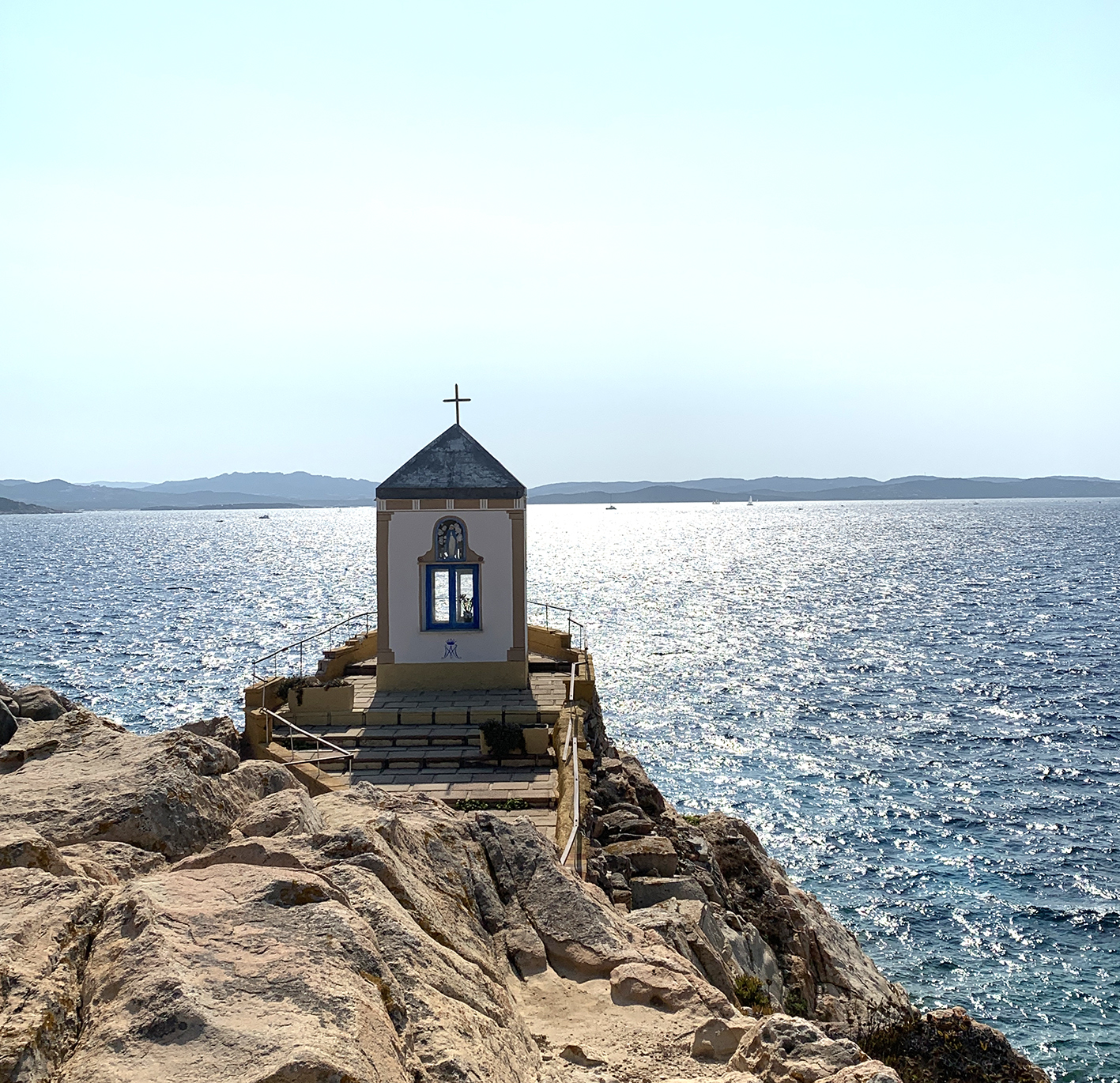
Cappella della Madonnetta in località Carlotto

## Cultura
Sull'isola sono presenti alcuni insediamenti legati all'epoca della transumanza dei pastori corsi, denominate appunto case corse. Recentemente è stato effettuato un censimento delle antiche case corse nell'arcipelago da parte dell'Università degli studi di Sassari. Un esempio di casa corsa lo si può trovare nel sentiero che dalla chiesetta della Trinita porta a Bassa Trinita.
In alcuni dei punti più alti dell'isola è possibile scorgere le rovine di fortini risalenti soprattutto a queste tre epoche: negli anni dal 1767 al 1806; dopo il 1887; nella prima e seconda guerra mondiale.
Sono presenti sull'isola il museo navale e il museo diocesano.

## Economia
L'economia dell'isola è principalmente incentrata sul turismo naturalistico e balneare.

### Turismo
La natura incontaminata costituisce la principale ricchezza turistica dell'isola che viene frequentata da biologi provenienti anche dall'estero. Sull'isola è presente una strada panoramica che consente di compiere il circuito dell’isola.
Nella parte nord dell’isola si trova Porto Massimo, un porticciolo attorno al quale si è sviluppato un insediamento turistico di grande richiamo.
Sono inoltre presenti tre campeggi, a nord e a est dell'isola, e in località Punta Cannone vi è un villaggio del Touring Club.